# Гандія
Гандія (валенс. Gandia (офіційна назва), ісп. Gandía) — муніципалітет в Іспанії, у складі автономної спільноти Валенсія, у провінції Валенсія. Населення — 79 430 осіб (2010).

## Географія
Муніципалітет розташований на відстані близько 340 км на південний схід від Мадрида, 60 км на південь від Валенсії.
На території муніципалітету розташовані такі населені пункти: (дані про населення за 2010 рік)
- Гандія: 64628 осіб
- Грау-і-Пладжа: 13895 осіб
- Марчукера-Байша: 355 осіб
- Марчукера-Алта: 552 особи

## Демографія
Динаміка населення (INE ):

## Галерея зображень

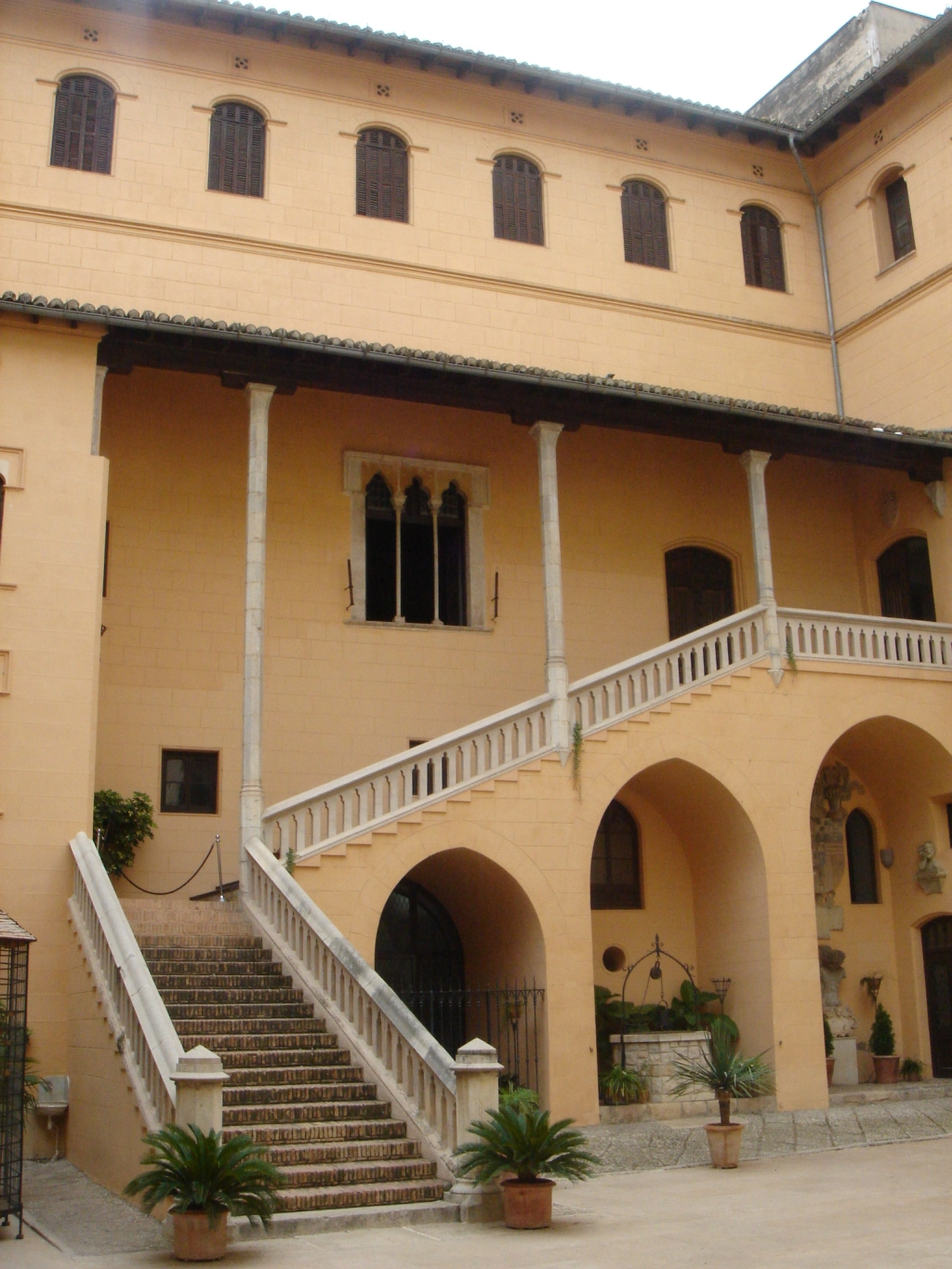
Гандія, герцогський палац